# Село-резиденция
Село-резиденция (рум. Sat-reşedinţă) — административная единица в Республике Молдова, представляющая собой село, в котором расположен сельский (коммунальный) совет. Все коммуны носят названия сёл-резиденций, которые в них входят.